# Ci entro dentro
Ci entro dentro è il primo album in studio del rapper italiano Junior Cally, pubblicato il 2 novembre 2018.

## Tracce
Testi di Antonio Signore, eccetto per "Valzer" che è stata scritta con Simone Borrelli..
1. Ci entro dentro – 2:24
2. Dedica – 2:21
3. Pifferaio magico – 2:55
4. Bulldozer – 2:30
5. El Dorado – 2:37
6. Si chiama gioia – 2:06
7. Capelli rossi – 3:21
8. Tappeto volante – 2:49
9. Valzer – 2:43
10. Rum – 2:11
11. Auto blu – 2:19
12. Bisce – 2:24

Durata totale: 30:40

## Classifiche
| Classifica (2018) | Posizione massima |
| ----------------- | ----------------- |
| Italia            | 4                 |